# Гиро, Андрей Владимирович
 Андрей Владимирович Гиро (20 октября 1967, Минск, СССР — 17 ноября 2015) — белорусский дипломат. Чрезвычайный и Полномочный Посол Белоруссии в Германии (c 2009 по 2015 год).

## Биография
В 1991 г. окончил переводческий факультет Минского государственного педагогического института иностранных языков по специальности «немецкий и английский языки», в 2003 г. — Институт государственной службы Академии управления при Президенте Республики Беларусь по специальности «внешняя политика и дипломатия». Владел белорусским, русским, немецким и английским языками.
- 1991—1993 гг. — референт Белорусского общества дружбы и культурной связи с зарубежными странами,
- 1993—1996 гг. — третий, второй секретарь Министерства иностранных дел Республики Беларусь,
- 1996—1999 гг. — второй, первый секретарь посольства Республики Беларусь в Швейцарской Конфедерации, Временный поверенный в делах Республики Беларусь в Швейцарской Конфедерации,
- 1999—2001 гг. — консультант Министерства иностранных дел Республики Беларусь,
- 2001—2005 гг. — советник посольства Республики Беларусь в Австрийской Республике,
- 2005—2007 гг. — начальник отдела Западной Европы Министерства иностранных дел Республики Беларусь,
- 2007—2008 гг. — начальник Консульского управления Министерства иностранных дел Республики Беларусь,
- 2008—2009 гг. — начальник Главного консульского управления Министерства иностранных дел Республики Беларусь.
- 2009—2015 гг. — Чрезвычайный и Полномочный Посол Республики Беларусь в Федеративной Республике Германия.
- 2015 год – умер, находясь в должности посла.